# Koumkourgan
Koumkourgan (en ouzbek: Qumqoʻrgʻon/Қумқўрғон) est une ville du sud de l'Ouzbékistan dans la province de Sourkhan-Daria. Elle est le chef-lieu administratif du district du même nom. Elle comptait 12 173 habitants en 1989.
Koumkourgan a obtenu le statut de ville en 1971.

## Population
| 1970  | 1979  | 1989   |
| ----- | ----- | ------ |
| 6 283 | 8 216 | 12 173 |

## Transport
La ville se trouve au croisement des lignes ferroviaires Termez-Douchanbé et Gouzar